# Visions of Mana
Visions of Mana est un jeu de rôle et d'action développé par Ouka Studios (en) et édité par Square Enix, sorti le 29 août 2024 sur Windows, PlayStation 4, PlayStation 5 et Xbox Series. Il s'agit du cinquième titre principal de la série Mana.
Annoncé pour la première fois en 2021, il s'agit du premier jeu principal de la série à sortir depuis Dawn of Mana en 2006, et voit le retour du concepteur de la série Koichi Ishii, du producteur Masaru Oyamada et des compositeurs Hiroki Kikuta, Tsuyoshi Sekito et Ryo Yamazaki.

## Système de jeu
Visions of Mana se déroule dans un monde fantastique où les joueurs prennent le contrôle de Val, un jeune homme de Tianeea. Lorsque son amie d'enfance est choisie pour partir en pèlerinage à l'arbre sacré de Mana, qui contrôle le flux de mana à travers le monde, Val est chargé de l'accompagner en tant que protecteur ou « garde d'âme ».
Comme les autres jeux de la série, le titre est un jeu de rôle et d'action proposant des combats en temps réel avec des ennemis qui habitent les environnements du jeu. Le jeu propose des zones de monde semi-ouvert constituées de grandes cartes que le joueur peut explorer librement tout en faisant avancer l'histoire.

## Développement
Le jeu a été annoncé pour la première fois en juin 2021 en tant que titre Mana sur console sans nom lors du 30e anniversaire de la série. Square Enix a déposé une marque pour « Visions of Mana » le 7 décembre 2023 pour l'Europe et l'Australie, et a révélé la première bande-annonce du jeu lors des Game Awards 2023 ainsi qu'une sortie prévue dans le courant de 2024. Un aperçu élargi du jeu ainsi que de la fenêtre de sortie ont été annoncés lors d'un Xbox Developer Direct en janvier 2024.
Après avoir publié un certain nombre de remakes et de rééditions au cours des années suivantes, Masaru Oyamada est devenu confiant dans la production d'une nouvelle entrée, en particulier après l'accueil positif du remake de 2020 de Trials of Mana. Le créateur, réalisateur et designer de la série, Koichi Ishii, est revenu sur la franchise avec Visions of Mana, après avoir travaillé pour la dernière fois sur Heroes of Mana en 2007, et a supervisé la transition des conceptions originales des monstres de la série vers la 3D. Il est rejoint par les compositeurs Hiroki Kikuta, Tsuyoshi Sekito et Ryo Yamazaki, qui ont tous contribué à la musique et aux arrangements des précédents titres de Mana.

### Fermeture d'Ouka Studios
Selon Bloomberg, NetEase Games, qui possède Ouka Studios, aurait perdu confiance en la réussite du projet au fil du développement, expliquant les nombreux licenciements depuis le printemps 2024. Le média soupçonne également la fermeture du studio en août 2024, mais aucune annonce officielle n'a été faite par NetEase, qui confirme cependant les « ajustements nécessaires pour refléter les conditions du marché »,. 
Pourtant, le 25 décembre 2024, le journaliste Takashi Mochizuki remarque la suppression par le producteur Tetsuya Akatsuka de son passage chez NetEase sur son compte LinkedIn. Puis, le 27 décembre 2024, le site officiel du studio japonais ferme.
À la suite de ce démantèlement, en janvier 2025, le réalisateur du jeu Kenji Ozawa fonde un nouveau studio, appelé Studio Sasanqua,.

## Accueil

### Critiques
Visions of Mana reçoit un accueil plutôt favorable de la presse, recueillant la note de 75/100 sur l'agrégateur Metacritic.

### Ventes
Au Japon, durant sa semaine de lancement, le jeu écoule 40 764 exemplaires physiques sur PlayStation 4 et PlayStation 5,.